# Azra (groupe)
Pour les articles homonymes, voir Azra.
Azra fut un groupe de musique rock croate, très populaire dans l'ancienne Yougoslavie. Il fut formé en 1977 à Zagreb (Croatie) par Branimir Štulić. Son nom provient d'un vers - "Ja se zovem El Muhamed/Iz plemena starih Azra/Što za ljubav život gube/I umiru kada ljube!" (trans. "Je m'appelle Muhamed/De la tribu des anciens Azra/Qui perdent leur vie pour l'Amour/Et meurent au moment d'embrasser") - de la sevdalinka "Kraj tanahna šadrvana", qui est une traduction de la chanson "Der Asra" écrite par Heinrich Heine. 
Le groupe s'est révélé, avant même de prendre le nom "Azra", avec la qualité de son guitariste et de son batteur. Son premier album est paru en 1979 et il s'est fait remarquer avec les chansons "Balkan" et "A šta da radim". Le premier album réalisé par le groupe sous le nom "Azra", en 1980, avait pour titre le nom du groupe. Ce disque fut un succès commercial et il rendit le groupe populaire dans l'ensemble de l'ancienne Yougoslavie. Azra enregistra, en 1987, son dernier album en studio "Izmedju krajnosti". En 1988, le groupe enregistra un quadruple album live sous le titre (sh) Zadovoljština ((fr) Satisfaction), après quoi Štulić dissout le groupe et poursuivit ensuite une carrière en solo.
Azra fut une légende urbaine : il faisait des concerts et était écouté dans différents quartiers de la ville de Zagreb. Il était parmi les groupes de musique les plus populaires et les plus influents de la Nouvelle vague Yougoslave et sur la scène rock en général dans la Yougoslavie des années 1980.
Un film documentaire réalisé en 2003 et intitulé Sretno dijete (Enfant heureux, qui était le titre d'une chanson du groupe Prljavo kazalište) dépeint Azra comme l'une des deux figures centrales de la scène rock croate des années 1980 avec le groupe Bijelo dugme.
Azra reste encore un groupe très populaire parmi la jeunesse des pays issus de l'ancienne Yougoslavie.

## Membres
- Branimir Štulić dit Branimir "Johnny" Štulić - chanteur, guitariste ;
- Boris Leiner - batteur, chanteur ;
- Mišo Hrnjak - bassiste (1979 - 1982) ;
- Jurica Pađen - guitariste (1983 - 1984, 1987 - 1988) ;
- Stephen Kipp - bassiste (1987 - 1988).

## Discographie

### Singles
- Balkan, A šta da radim - (Jugoton, 1979)
- Lijepe žene prolaze kroz grad, Poziv na ples, Suzy F. - (Jugoton, 1980)
- Đoni, budi dobar, Teško vrijeme - (Jugoton, 1982)
- E, pa što, Sloboda, Gluperde lutaju daleko - (Jugoton, 1982)
- Nemir i strast, Doviđenja na Vlaškom drumu - (Jugoton, 1983).

### Compilations
- Svi marš na ples! - (Jugoton, 1981)
- Vrući dani i vrele noći - (Jugoton, 1982)
- Single Ploče 1979-1982  - (Jugoton, 1982)
- Kao i jučer - Single Ploče 1983-1986 - (Jugoton, 1987).

### Albums
- Azra - (Jugoton, 1980)
- Sunčana strana ulice - (Double - Jugoton, 1981)
- Ravno do dna - (Triple Live - Jugoton, 1982)
- Filigranski pločnici - (Double - Jugoton, 1982)
- Kad fazani lete - (Jugoton, 1983)
- Krivo srastanje - (Jugoton, 1984)
- It Ain't Like the Movies At All - (Triple - Diskoton, 1986)
- Između krajnosti - (Jugoton, 1987)
- Zadovoljština - (Quadruple Live, 1988).

### Films/TV
- Zadovoljština (Zagreb, Live Concert, 1988)
- Das ist Johnny (Sarajevo, Live Film, 1991)